# Матвеева, Анна Валерьевна
Анна Валерьевна Матвеева (род. 30 ноября 2000, Челябинск) — российская шорт-трекистка. 3-кратный призёр чемпионата мира среди юниоров, 4-кратная чемпионка России и 3-кратный призёр на отдельных дистанциях, серебряный призёр чемпионата России в многоборье. Мастер спорта России международного класса (2019). Выступает за СДЮСШОР им. Скобликовой (Челябинск).

## Биография
Родилась в Челябинске, где впервые познакомилась с шорт-треком в возрасте 6-ти лет, когда мама повела её в секцию фигурного катания, но тренер по шорт-треку перехватил их. Он посоветовал попробовать свои силы в этом виде спорта. Так маленькая Аня там и осталась. Тренируется у тренера-преподавателя Наталии Александровны Хворостухиной и
Ю Дахэ. В декабре 2017 года 17-летняя спортсменка впервые выиграла чемпионат России среди юниоров в забеге на 1000 метров и была включена в национальную юниорскую сборную. 
В 2018 году дебютировала на юниорском чемпионате мира и заняла в эстафете 4-е место. В январе 2019 года на юниорском чемпионате мира в Монреале в составе эстафетной команды выиграла серебряную медаль, а через год на чемпионате мира среди юниоров в Бормио стала вновь серебряным призёром в эстафете и бронзовым на дистанции 1000 метров. В 2020 году стала выступать на взрослом уровне. Не прошла отбор в сборную и готовилась к олимпийскому отбору с другой командой, но не попала на Олимпиаду 2022 года.
Думала уйти из спорта, но родители переубедили и подтолкнули к тому, чтобы тренироваться самостоятельно. В марте 2022 года 21-летняя студентка выступила на всероссийской Универсиаде, где стала лучшей на дистанциях 1000 и 1500 метров, а в апреле на чемпионате России в Коломне выиграла сразу три медали. Золотую в эстафете, серебряную в забеге на 1000 метров и бронзовую на 1500 метров. В декабре на чемпионате России в классическом многоборье завоевала серебряную медаль, уступив только Екатерине Алдошкиной.
В феврале 2023 года участвовала в IV зимней Спартакиаде молодёжи России, где выиграла две золотые медали на дистанциях 1000 и 1500 метров. В марте на чемпионате России в Уфе стала чемпионкой страны на дистанции 500 метров В начале сезона 2023/24 выиграла бронзу в смешанной эстафете на чемпионате страны в многоборье. В феврале 2024 года на всероссийской Спартакиаде в Челябинске она стала серебряным призёром в забеге на 1500 метров, а в декабре на чемпионате России на отдельных дистанциях в Челябинске магистрантка кафедры конькобежного спорта выиграла бронзовую медаль в забеге на 500 метров.

## Личная жизнь
Обучается в Челябинске, в уральском государственном университете физической культуры (УралГУФК) на кафедре конькобежного спорта. Любит слушать музыку, особенно ей нравится музыкальная группа «Король и шут». В свободное время от спорта и учёбы любит отдыхать на море. 